# Harry Eichhorn
Harry Wilhelm Eichhorn, född 31 oktober 1923 i Järvakandi, död 30 maj 1990 i Sollentuna församling, Stockholms län, var en estländsk-svensk arkitekt. 
Eichhorn, som var son till köpman Adolf Eichhorn och Anette Laane, avlade studentexamen i Tallinn 1942 och studerade vid Tallinns tekniska universitet 1943–1944. Efter att ha flytt till Sverige utbildade han sig till byggnadsingenjör vid Tekniska institutet i Stockholm 1949 och avlade arkitektexamen vid tekniska högskolan i Karlsruhe 1959. Han anställdes som byggnadsingenjör vid Svenska riksbyggens arkitektkontor 1950 och var verksam som arkitekt där från 1959.